# Leopold Daab
Leopold Zdzisław Daab (ur. 4 maja 1895 w Warszawie, zm. 5 sierpnia 1944 tamże) – polski (warszawski) przedsiębiorca i działacz społeczny pochodzenia niemieckiego, współwłaściciel stolarni, działacz praskiego samorządu lokalnego, właściciel posesji i kamienic na warszawskiej Pradze.

## Życiorys
Był synem Franciszka Daaba i Ludwiki z d. Uhle, ewangelików. 
Był właścicielem narożnych posesji u zbiegu ulic Stalowej i Czynszowej, na warszawskiej Pradze. Do rodziny Daabów należała niegdyś, cała nieparzysta strona ulicy Czynszowej od ulicy Wileńskiej do Stalowej, gdzie znajdują się posesje o numerach 1, 3, 5. 
Leopold Daab był członkiem Praskiego Komitetu Obywatelskiego w czasie I wojny światowej. Komitet organizował pomoc materialną dla najuboższych mieszkańców Pragi. Ponadto prowadził wynajem platform ciężarowych oraz powozów. 
Był współwłaścicielem stolarni przy ulicy Skierniewickiej 6/8, którą prowadził wraz z rodziną. W latach 1939–1944 w stolarni funkcjonował lokal konspiracyjny. Odbywało się tam szkolenie młodzieży ZWZ-AK, przechowywano uciekinierów z Getta Warszawskiego, zatrudniano też fikcyjnie osoby ukrywające się. Podczas walk powstańczych na Woli w sierpniu 1944 został wypędzony przez okupantów z lokalu stolarni wraz z najbliższymi i rozstrzelany. 
O stolarni rodziny Daabów wspomina w swoim opowiadaniu „Wióry” (1970) Bohdan Czeszko, który podczas okupacji tam pracował. Jak podaje w swoim opowiadaniu Bohdan Czeszko, Leopold – w odróżnieniu od swojego brata Edwarda – deklarował narodowość polską. 
Bratem Leopolda był Edward Daab. 
Był kuzynem Adolfa Daaba, radnego Warszawy z przełomu XIX i XX wieku.